# Véra Braun
Véra Braun (ou Verona Braun, Vera Braun-Lengyel), née à Budapest le 19 décembre 1902 et morte à Saint-Maurice-de-Lignon le 13 mai 1997, est une artiste-peintre hongroise, également graveuse, dessinatrice et illustratrice.

## Biographie
Arrivée à Paris en 1928, Véra Braun est influencée par le cubisme de Georges Braque et travaille dans les ateliers de André Lhote, puis de Fernand Léger.
Au cours des ans, son style évolue d'un figuratisme naïf, à ses débuts, à des compositions plus abstraites en perpétuelle recherche.
Elle reçoit le Prix international de la peinture en 1959.
Camille Renault organise sa deuxième exposition à Paris en 1973 puis l'expose de nouveau en 1976.
Elle a été la muse de l'écrivain Eugène Dabit.

## Œuvre
Véra Braun a exposé en France, en Grande-Bretagne et en Suisse.
Elle a aussi illustré des livres pour enfants (Albums du gai savoir, Gallimard : Cris d'animaux, Petit Tour de France de Léopold Chauveau, 1938, etc.), et des manuels scolaires comme 3 Petits Tours… et puis s'en vont (Lectures actives, Hachette 1957), Français cours moyen (Védel, Bourrelier, 1957) ou Koko et Rikiki (Fournier et Brière, Hatier, 1959).

## Collections
- Musée de Budapest
- Musée d'Art moderne de Paris